# Paralele (gimnastică)

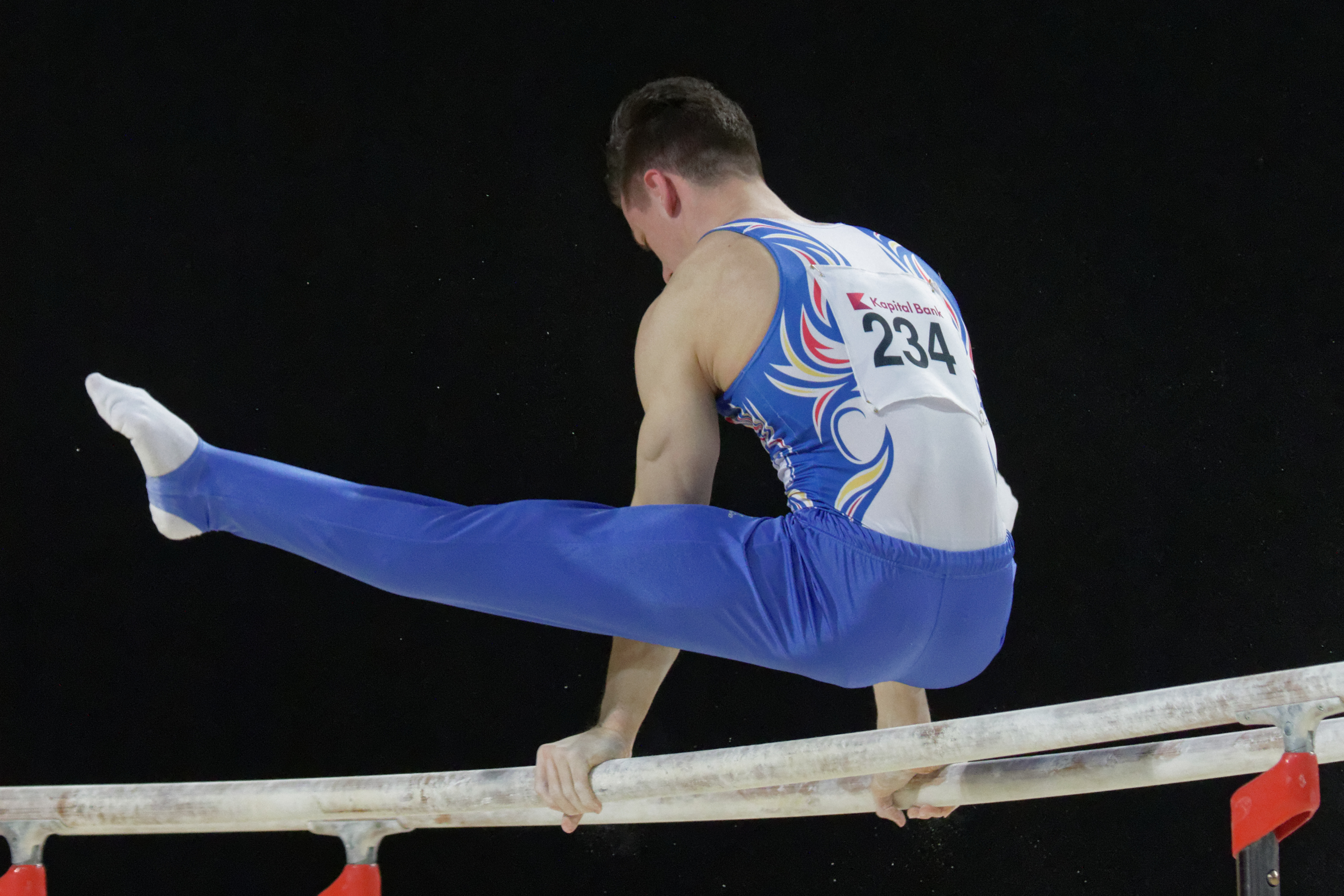
Andrei Muntean așezat în echer la CE din 2015

Paralele sunt unul dintre aparatele de gimnastică artistică, folosite doar în proba masculină. Aparatul, creat de germanul Friedrich Jahn la începutul secolului al XIX-lea, este format din două vergele din lemn, orizontale și paralele, așezate pe suporturi verticale. Gimnaștii execută o serie de mișcări pe paralele sau prin aer, inclusiv balansări, desprinderi și întoarceri.
Măsurile standard ale aparatului sunt specificate de către Federația Internațională de Gimnastică (FIG):
- înălțime: 195 cm
- lungime: 350 cm
- distanță între bare: 42-52 cm

## Legături externe
- en  Apparatus description la Federația Internațională de Gimnastică